# کواچا مالاویا
کواچا مالاویا (به انگلیسی: Malawian kwacha) با کد ایزوی MWK، یکای پول رایج در کشور مالاوی است. مسولیت کنترل این یکای پول برعهدهٔ بانک مرکزی مالاوی قرار دارد.
کواپا مالاویا، جزء بی ارزش‌ترین پول‌های جهان در میان ارزهای بین‌المللی در سال 2023 قرار گرفته است.